# 小行星2529
小行星2529（2529 Rockwell Kent）是一颗围绕太阳公转的小行星。1977年8月21日，尼古拉·切爾尼赫在克里米亚发现了此天体。
該小行星以美國藝術家羅克韋爾·肯特命名。
这颗小行星的绝对星等为115.2618742928537等。